# Antistea brunnea
Antistea brunnea är en spindelart som först beskrevs av James Henry Emerton 1909.  Antistea brunnea ingår i släktet Antistea och familjen panflöjtsspindlar. Inga underarter finns listade i Catalogue of Life.